# チョロマ
チョロマ(スペイン語：Choloma)は、ホンジュラスのコルテス県の都市。
2013年の人口は16万3818人で、国内4位。
プエルト・コルテスの南、サン・ペドロ・スーラの北に位置する。

## 歴史
- 1974年9月19日 - 深夜にハリケーンが接近。郊外の堤防が決壊、鉄砲水が市街地を襲い死者4000人以上の被害を出した[2]。

## 人口
- 1988年5月1日：4万554人
- 2001年7月28日：12万6402人
- 2013年8月10日：16万3818人

## スポーツ

### サッカー
- アトレティコ・チョロマ（英語版）：本拠地はルベン・デラス競技場（英語版）